# ماریان دومیترو
ماریان دومیترو (انگلیسی: Marian Dumitru؛ زادهٔ ۱۸ march ۱۹۶۰ (۶۵ سال)) ورزشکار هندبال اهل رومانی است.
وی در مسابقات کشوری و بین‌المللی در مجموع برندهٔ ۳ مدال برنز شده‌است.